# Шиловичи (Гомельская область)
Ши́ловичи (бел. Шылавічы) — деревня в Чечерском районе Гомельской области Белоруссии. Входит в состав Меркуловичского сельсовета.

## География
В 23 км на северо-запад от Чечерска, 41 км от железнодорожной станции Буда-Кошелёвская (на линии Гомель — Жлобин), 69 км от Гомеля.
На западной окраине водоём, на реке Чечора (приток реки Сож).

## История
Согласно письменным источникам известна с XVIII века как селение в Речицком повете Минского воеводства Великого княжества Литовского. Упоминается в инвентаре Чечерского староства 1726 года.
После 1-го раздела Речи Посполитой (1772 год) в составе Российской империи. В конце XVIII века во владении Устиновичей. В 1868 году находились молитвенный дом, школа, мельница, в Меркуловичской волости Рогачёвского уезда Могилёвской губернии. Согласно переписи 1897 года работали 3 ветряные мельницы, 3 магазина, трактир. В 1909 году жители деревни владели 1214 десятинами земли.
В 1930 году организован колхоз, работали ветряная мельница и кузница. Во время Великой Отечественной войны в боях около деревни в ноябре 1943 года погибли 168 советских солдат (похоронены в братской могиле на западной окраине). На фронтах и в партизанской борьбе погибли 60 жителей, память о них увековечивает скульптура солдата, установленная в 1959 году на западной окраине деревни. Согласно переписи 1959 года в составе колхоза «Ботвиново» (центр — деревня Ботвиново).

## Население
- 1838 год — 108 дворов.
- 1868 год — 113 дворов, 723 жителя.
- 1897 год — 138 дворов, 731 житель (согласно переписи).
- 1909 год — 774 жителя.
- 1959 год — 325 жителей (согласно переписи).
- 1980 год — 75 дворов, 146 жителей.
- 2004 год — 7 хозяйств, 12 жителей.

## Транспортная сеть
Транспортные связи по просёлочной, затем автомобильной дороге Чечерск — Рысков. Планировка состоит из короткой, дугообразной улицы, около водоёма. Застройка преимущественно двусторонняя, деревянная, усадебного типа.

## Известные уроженцы
- Ивашков, Леонид Петрович — заслуженный артист Беларуси, певец (лирический тенор), профессор[1].